# 富順監
富顺监，中国宋朝的行政区划——监。
北宋灭后蜀，改富义县（今四川省富顺县）为富义监，属梓州路。太平兴国元年（976年），宋太宗赵光义即位，为皇帝避讳，富义监改名富顺监。宋英宗治平元年（1064年），设置富顺县，作为富顺监的治所。南宋咸淳元年（1265年）富顺监徙治虎头城。德祐元年（1275年），富顺知监王宗义以城投降元朝，富顺监被元朝废除。